# Dona Teté
Almerice da Silva Santos (São Luís, 27 de junho de 1924 –– São Luís, 10 de dezembro de 2011), mais conhecida como Dona Teté, foi uma compositora e cantora brasileira. Detém o título honorável de dama da cultura popular maranhense. É conhecida pelo seu famoso cacuriá.

## Biografia
Em 1924, no Sítio da Conceição, bairro do Batatã, em São Luís do Maranhão. Veio ao mundo pelas mãos de uma parteira, em casa mesmo, como todos em sua família de oito irmãos. Passou a ser chamada de Teté no dia do seu batizado, a pedido do padre, que achava o nome Almerice muito grande para uma menina tão pequenina.
Criada com a avó paterna e a madrinha – pois perdeu a mãe aos quatro anos de idade e o pai aos quatorze - Dona Teté passou a infância na rua do Cisco, hoje Riachuelo, no bairro do João Paulo. Aos 12 anos começou a trabalhar como empregada doméstica, ofício que só largou aos 58 para cantar cacuriá. Estudava em casa, fazendo cartilha, e cursou apenas a 1ª série do ensino fundamental. Não pôde continuar os estudos por não ter como pagá-los e, também, porque precisava trabalhar. Mas todas essas dificuldades não foram obstáculo para que sua estrela viesse a brilhar anos mais tarde.
Dona Teté define-se como autodidata. Confessa que aprendeu a tocar caixa aos oito anos de idade, “espiando” uma senhora chamada Maximiana, que morava perto de sua casa. Como ninguém da sua família gostava de participar de manifestações populares, ela teve que improvisar uma passagem na cerca do seu quintal para poder ter acesso à casa de dona Maximiana. “Eu aprendi olhando e escutando, ninguém me ensinou”, enfatiza sempre que é questionada sobre o assunto. Assim que aprendeu a tocar caixa, a pequena Teté passou a ser frequentadora assídua de ladainhas e alvoradas. Sua inserção no mundo da cultura popular se deu por volta dos seus 50 anos, quando começou a participar das festividades do Divino Espírito Santo, promovidas pelo folclorista Alauriano Campos de Almeida, o ‘seu’ Lauro, na Vila Ivar Saldanha, em São Luís. Integrou também o tambor de crioula, mas sua grande paixão passou a ser a dança do cacuriá.
Sempre polêmica com seu jeito de dançar – no cacuriá de seu Lauro era a única que rebolava de jeito sensual – destacou-se em tudo o que fez e em 1980 recebeu um convite do Laboratório de Expressões Artísticas (Laborarte) para ensinar o toque de caixa do Divino para uma peça teatral chamada “Passos”. Em 1986, com a ajuda do grupo, criou o Cacuriá de Dona Teté, que hoje é conhecido dentro e fora do país. Já fez apresentações em vários estados brasileiros, como São Paulo, Rio de Janeiro, Distrito Federal, Mato Grosso do Sul, Goiás, Pernambuco, Tocantins e Bahia, e em 1994 levou o grupo para Portugal.
Apesar de dizer não se lembrar da idade em que casou, conta que foi muito feliz com o seu marido, Manoel dos Santos, a quem chamava carinhosamente de “seu Manoel” ou “Carneiro”. Teve apenas uma filha, que lhe deu cinco netos. Seu Manoel não gostava muito da ideia de sua esposa passar as noites de São João pelos arraiais da cidade dançando ou cantando cacuriá, mas não reclamava e nunca a impediu de fazer o que gostava. Em 1997, Dona Teté perdeu o seu fiel companheiro. Da sua família, a única pessoa que herdou o gosto pelo cacuriá foi seu neto, Beto, que já foi caixeiro da brincadeira e seu grande parceiro em todas as apresentações e diversões do período junino.
O cacuriá é a atividade mais importante da vida de Dona Teté, que também é coreira de tambor de crioula e rezadeira de ladainhas. Desde que largou a vida de empregada doméstica, só o que fez foi cantar e tocar cacuriá. Sua maior alegria é ensinar as pessoas - sejam crianças, jovens, adultos ou idosos - a dançar, a cantar e a tocar o cacuriá. Diz que, quando morrer, quer ser lembrada como aquela que ensinou ao povo a dança do cacuriá.
E o povo, com certeza, não a esquecerá. Em todos os locais em que chega para apresentar o cacuriá, Dona Teté é recebida com bastante entusiasmo pelo público. Seu carisma, sua alegria e, principalmente, sua irreverência, são suas características mais marcantes. Ela não se acanha em, vez por outra, soltar alguns palavrões quando alguma coisa não lhe agrada. Também não dispensa a catuaba – tradicional bebida de São Luís – e, quem bem souber, não lhe ofereça água. (Jornal Cazumbá)
Faleceu aos 87 anos, na madrugada de 10 de dezembro de 2011, após um mês na UTI do hospital Carlos Macieira, vítima de um AVC.